# Lista placówek edukacyjnych w Puławach
Poniżej znajduje się lista placówek edukacyjnych zlokalizowanych w Puławach.

## Szkoły podstawowe
- Szkoła Podstawowa nr 1 im. Tadeusza Kościuszki
- Szkoła Podstawowa nr 2 im. Krzysztofa Kamila Baczyńskiego
- Szkoła Podstawowa nr 3 im. Jana Brzechwy
- Szkoła Podstawowa nr 4 im. Mikołaja Kopernika
- Szkoła Podstawowa nr 5 (Zespół Szkół Ogólnokształcących nr 2 im. Franciszka Dionizego Kniaźnina)
- Szkoła Podstawowa nr 6 im. Polskich Lotników
- Szkoła Podstawowa nr 9 (Zespół Szkół Ogólnokształcących nr 1 im. Komisji Edukacji Narodowej)
- Szkoła Podstawowa nr 10 im. Adama Mickiewicza
- Szkoła Podstawowa nr 11 im. Henryka Sienkiewicza
- Społeczna Szkoła Podstawowa im. Chrystiana Piotra Aignera
- Niepubliczna Szkoła Podstawowa "Klasyk"

## Licea ogólnokształcące
- I Liceum Ogólnokształcące im. Adama Jerzego ks. Czartoryskiego
- II Liceum Ogólnokształcące (Zespół Szkół Ogólnokształcących nr 1 im. Komisji Edukacji Narodowej)
- III Liceum Ogólnokształcące (Zespół Szkół Ogólnokształcących nr 2 im. Franciszka Dionizego Kniaźnina)
- IV Liceum Ogólnokształcące (Powiatowy Zespół Wychowania i Kształcenia)
- VI Liceum Ogólnokształcące (Zespół Szkół nr 3 im. Marii Dąbrowskiej)
- I Katolickie Społeczne Liceum Ogólnokształcące im. Alberta Chmielowskiego
- Społeczne Liceum Ogólnokształcące im. Chrystiana Piotra Aignera
- Niepubliczne Liceum Ogólnokształcące "Klasyk"
- Europejskie Liceum Ogólnokształcące (Niepubliczny Zespół Szkół Europejskich im. Szarych Szeregów)

## Zespoły szkół
- Zespół Szkół Ogólnokształcących nr 1 im. Komisji Edukacji Narodowej
- Zespół Szkół Ogólnokształcących nr 2 im. Franciszka Dionizego Kniaźnina
- Zespół Szkół nr 1 im. Stefanii Sempołowskiej
- Zespół Szkół nr 2 im. Eugeniusza Kwiatkowskiego
- Zespół Szkół nr 3 im. Marii Dąbrowskiej
- Zespół Szkół Technicznych im. Marii Skłodowskiej-Curie
- Niepubliczny Zespół Szkół Europejskich im. Szarych Szeregów

## Szkoły artystyczne
- Państwowa Szkoła Muzyczna I stopnia w Puławach im. Romualda Twardowskiego

## Szkoły specjalne
- Młodzieżowy Ośrodek Wychowawczy
- Specjalny Ośrodek Szkolno-Wychowawczy
- Placówka Opiekuńczo-Wychowawcza im. Marii Konopnickiej
- Specjalny Ośrodek Wychowawczy im. Siostry Klary Staszak OSB

## Szkoły wyższe
W 1997 roku została otwarta Puławska Szkoła Wyższa, uczelnia niepaństwowa, pierwsza w Puławach po wieloletniej przerwie. Kształciła studentów na Wydziałach Ekonomii oraz Nauk Społecznych. W 2014 roku przemieniona na wydział zamiejscowy Uniwersytetu Marii Curie-Skłodowskiej w Lublinie prowadzący studia z administracji publicznej, fizjoterapii, chemii technicznej oraz public relations i doradztwa medialnego.

## Inne placówki edukacyjne
- Powiatowy Zespół Wychowania i Kształcenia
- Szkolne Schronisko Młodzieżowe
- Poradnia Psychologiczno-Pedagogiczna
- Powiatowe Centrum Doskonalenia Zawodowego Nauczycieli
- Centrum Kształcenia Praktycznego w Puławach
- Lubelskie Samorządowe Centrum Doskonalenia Nauczycieli w Lublinie
- Medyczne Studium Zawodowe w Puławach